# 4898 Nishiizumi
4898 Nishiizumi (1988 FJ) là một tiểu hành tinh vành đai chính bên trong được phát hiện ngày 19 tháng 3 năm 1988 bởi C. S. Shoemaker ở Palomar.